# Viellenave-sur-Bidouze
Pour les articles homonymes, voir Viellenave et Bidouze.
Viellenave-sur-Bidouze est une ancienne commune française du département des Pyrénées-Atlantiques. Le 1er janvier 1973, les trois communes d'Arancou, Bergouey et Viellenave-sur-Bidouze fusionnent. Le 15 novembre 1977, Arancou redevient indépendante alors que Bergouey et Viellenave restent associées dans la commune de Bergouey-Viellenave.

## Géographie
Le village fait partie du Lauhire, dans la province basque de Basse-Navarre.

## Toponymie
Le toponyme Viellenave apparaît sous les formes : Villanueva et lo castet de Villanava (respectivement 1247 et 1308, collection Duchesne volume CXIV) et Viellenave-de-Bidache (1801, Bulletin des lois).

## Administration
| Période                                  | Période  | Identité     | Étiquette | Qualité |
| ---------------------------------------- | -------- | ------------ | --------- | ------- |
|                                          | En cours | Jean ETCHETO |           |         |
| Les données manquantes sont à compléter. |          |              |           |         |

## Démographie
| 1793 | 1800 | 1806 | 1821 | 1831 | 1836 | 1841 | 1846 | 1851 |
| ---- | ---- | ---- | ---- | ---- | ---- | ---- | ---- | ---- |
| 214  | 185  | 193  | 199  | 205  | 209  | 202  | 206  | 193  |

| 1856 | 1861 | 1866 | 1872 | 1876 | 1881 | 1886 | 1891 | 1896 |
| ---- | ---- | ---- | ---- | ---- | ---- | ---- | ---- | ---- |
| 181  | 165  | 177  | 142  | 150  | 139  | 130  | 133  | 121  |

| 1901 | 1906 | 1911 | 1921 | 1926 | 1931 | 1936 | 1946 | 1954 |
| ---- | ---- | ---- | ---- | ---- | ---- | ---- | ---- | ---- |
| 128  | 106  | 108  | 97   | 88   | 90   | 83   | 81   | 70   |

| 1962 | 1968 | - | - | - | - | - | - | - |
| ---- | ---- | - | - | - | - | - | - | - |
| 71   | 51   | - | - | - | - | - | - | - |

## Culture et patrimoine

### Patrimoine civil
La ferme Barnetche date partiellement du XVIIe siècle.
Le pont dit romain, est cité dès le XIIe siècle, et fut remanié au XVIIIe siècle. Il présente quatre arches sur la Bidouze ;
Le moulin est accolé au  pont de Viellenave, et est cité dès le XIIe siècle. Il fut reconstruit au XVIIe siècle : meules, four à pain, barrage, en restauration depuis 2002.

### Patrimoine religieux
L'église Saint-Jacques-le-Majeur date partiellement du XIIIe siècle. Elle fut restaurée au XIXe siècle et est située sur les chemins de Saint-Jacques-de-Compostelle. Elle est inscrite comme monument historique pour son portail en façade roman. Elle recèle un bénitier et deux statues inscrits à l'Inventaire général du patrimoine culturel.

## Pour approfondir